# Ascute
Ascute – rodzaj gąbek wapiennych z rodziny Leucosoleniidae z rzędu Leucosoleniida.

## Gatunki
- Ascute asconoides
- Ascute uteoides